# Illei Takács Károly
Illei Takács Károly (19. század) magyar katolikus pap, tanár, alkalmi költő.

## Élete
Pécskán volt pap, tevékenykedett a nagyváradi egyházmegye derecskei adminisztrátoraként, majd 1801. októbertől a nagyváradi római katolikus főgimnázium vallástanára lett. Utóbb Érkeserűn volt plébános, és talán ivásra adta a fejét, legalábbis Kazinczy Ferenc naplóbejegyzéséből erre lehet következtetni: „A’ Váradi Fő Gymnasium Exhortátora Illei Takács Károly, versgyártó de jó ember, most Keserűi Plebánus, még nem gyengítette volt el annyira fejét mint azolta, a, ’s józanon méne-el.”
Barátságból segített Csokonainak műveinek kiadatásában, akivel számos levelet is váltott. A kiadásra vonatkozó erőfeszítéseit a költő halála után is folytatta. Csokonai Lilla-verseinek első, 1805-ös kiadása a költő előbeszéde nélkül, Takács Károlynak Csokonai Vitéz Mihály halálára című költeményével jelent meg.
Illei Takács Károly a mai irodalomtörténeti kánonban nem szerepel, de az első magyar lírai antológia, a váci Énekes Gyűjtemény című antológia 1803-as kiadásának előszava Faludi Ferenccel, Ányos Pállal, Rájnis Józseffel, Virág Benedekkel, Kazinczy Ferenccel és V. Csokonai Mihállyal [!] helyezte azonos szintre.

## Munkái
- Vers-oszlop, mellyet Ngys. és Főtiszt. Póka-Teleki Kondé Miklós urnak, midőn a nagy-váradi püspökségre lépne, tiszteletére emelt 1801. Debrecen.
- A nagy-váradi szelidebb tudományokat gyakorló ifjuságnak öröme, Tokody György urnak neve napján 1802. Nagyvárad. (Költemény).
- Ének Póka-Teleki Kondé Miklós urnak, nagy-váradi püspöknek halálakor karátson hav. 18. napj. 1802. Nagyvárad.
- Ama nagy érdemű híres Felső-Pulyai Büky József urnak neve napján 1804. szíves indulatból. Nagyvárad. (Költemény).
- Mélt. gróf Keresztszegi Csáky László urnak neve napjára szentelt versek. Nagyvárad, 1804.
- A jót tévő és jót vévő között egy pár levél. Nagyvárad, 1805. A báró Vay László által fordított Német hívség című munka melléklete. Ugyanezt a művet 1806-ban ismét kiadták, Takácsnak A magyar hívség s annak summás leírása három részben Magyarországra tekintve című betoldásával.[2]
- Méltgs l. b. Vayai Vay László urnak... neve napján Sz. Iván havának 27-dikén. Nagyvárad, 1806. (Költemény).
- Méltsg. l. b. Vayai Vay László urnak... születése napján Szent György havának 24-dikén. Nagyvárad, 1806. (Költemény).
- Az Erdélyi Múzeum-Egylet Bölcselet-, Nyelv- és Történettudományi Szakosztályának Kiadványai 8. kötet (1891.) 6.
- Ft. Molnár János urnak, a nagyváradi káptalan kis prépostjának neve napján 19-dik Mártziusban 1819. Nagyvárad. (Költemény).
- Dana, nagy érdemű Wennesy Ferencz ur tiszteletére. Minekutánna ősével, és az utánna következőkkel együtt, a hosszúgályi posta hivatalban száz esztendőket folyvást eltöltött. Első Januáriusban 1819. eldoromboltatta. Nagyvárad.
- Örömzengés, Diószeghi Erdődy László urnak neve napján 27-dik Jún. 1821. Debrecen. (Költemény).